# Barneveld (Nowy Jork)
Barneveld – wieś w Stanach Zjednoczonych, w stanie Nowy Jork, w hrabstwie Oneida.